# Анненская улица (Москва)
А́нненская у́лица (название с конца XIX века, в 1954 году присоединена Иоаки́мовская у́лица) — улица в Северо-Восточном административном округе города Москвы на территории района Марьина Роща. Соединяет 8-й и 17-й проезды Марьиной Рощи. Нумерация домов начинается от 8-го проезда Марьиной Рощи.

## Происхождение названия
Название известно с конца XIX века. В 1954 году к улице была присоединена Иоакимовская улица. По-видимому, улицы получили название по бывшей церкви (или часовне) Иоакима и Анны.

## Здания и сооружения
- № 25 — Площадка № 2 филиала «Северо-Восточный» ГУП «Мосгортранс»

## Транспорт
Станции метро:
- «Бутырская»
- «Марьина Роща» (ЛДЛ)
- «Марьина Роща» (БКЛ)

Железнодорожный транспорт:
- «Марьина Роща» (D2 и D4)